# Memorial Roy Yamaguchi

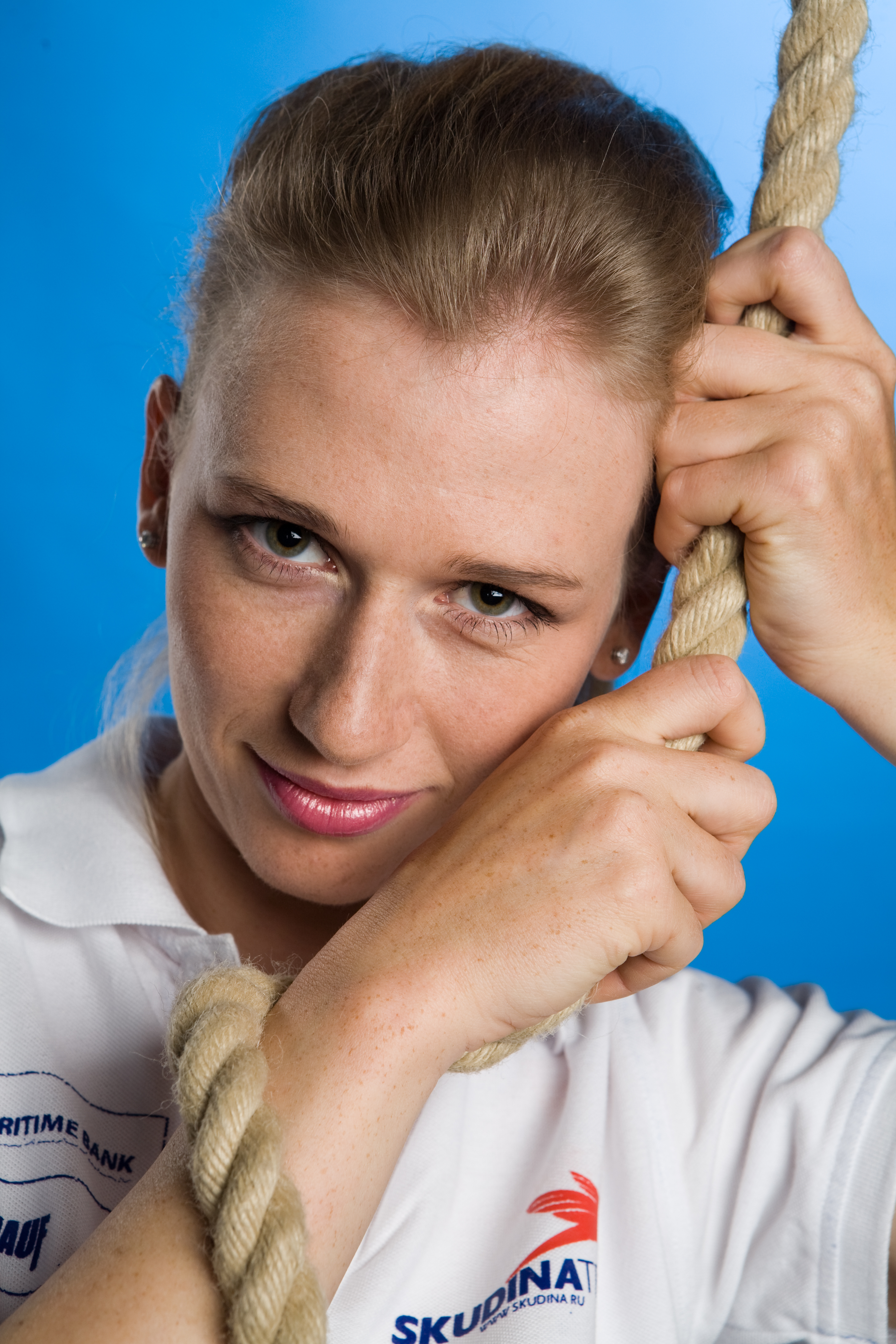
Yekaterina Skudina, campeona en 1998.

Memorial Roy Yamaguchi es el nombre del trofeo que se concede a la tripulación ganadora del campeonato del mundo femenino de la clase internacional Snipe de Vela. Su nombre rinde homenaje a Roy Yamaguchi, que fue miembro de la Federación Japonesa de Vela y organizó en 1956 la primera flota Snipe de Japón, la número 428, de Kanto. Se incorporó a los órganos de gobierno de la SCIRA en 1960, y falleció en 1963 a los 42 años de edad.
El trofeo es una donación de la secretaría nacional de la clase Snipe en Japón y propiedad de la SCIRA. La patrona se responsabiliza de la custodia y conservación del trofeo, así como de grabarlo y enviarlo debidamente embalado al lugar designado para el siguiente campeonato.
Otro trofeo que se entrega en este campeonato es el Trofeo Carmen Diaz, desde 2010, donado por Augie Díaz, a la tripulación juvenil mejor clasificada.
Se disputa cada dos años desde 1994, pero en 2020 tuvo que aplazarse debido a la pandemia de COVID-19. No se puede dar la salida si la intensidad del viento supera los 18 nudos. 

## Palmarés
| Año  | Tripulación                                                  | Flota                                         | País           |
| 1994 | Pauline Book Bratbak/Carine Juliussen                        | Åsgårdstrand Seilforening                     | Noruega        |
| 1996 | Pauline Book Bratbak/Carine Juliussen                        | Åsgårdstrand Seilforening                     | Noruega        |
| 1998 | Yekaterina Skudina/Tatiana Lartseva                          | Pirogovo Club                                 | Rusia          |
| 2000 | Karianne Eikeland/Janett Krefting                            | Bergens Seilforening                          | Noruega        |
| 2002 | Carolyn Brown Krebs/Julie Redler                             | Mission Bay Yacht Club                        | Estados Unidos |
| 2004 | Andrea Foglia/Mariana Foglia                                 | Yacht Club Punta del Este                     | Uruguay        |
| 2006 | Andrea Foglia/Mariana Foglia                                 | Yacht Club Punta del Este                     | Uruguay        |
| 2008 | Marina Gallego Durán/Marina Sánchez Ferrer                   | Real Club de Regatas de Santiago de la Ribera | España         |
| 2010 | Anna Tunnicliffe/Molly O'Bryan Vandemoer                     | Lauderdale Yacht Club                         | Estados Unidos |
| 2012 | Marta Hernández de la Higuera/Ángela Hernández de la Higuera | Club de Mar de Almería                        | España         |
| 2014 | María Paula Salerno/Mariela Cecilia Salerno                  | Yacht Club Argentino                          | Argentina      |
| 2016 | Juliana Duque/Amanda Sento-Sé                                | Yacht Clube da Bahía                          | Brasil         |
| 2018 | Carol Cronin/Kim Couranz                                     | Severn Sailing Association                    | Estados Unidos |
| 2021 | Juliana Duque/Mila Beckerath                                 | Yacht Clube da Bahía                          | Brasil         |
| 2023 | Juliana Duque/Bruna Di Croce Patricio                        | Yacht Clube da Bahía                          | Brasil         |
| 2025 | Ai Kondo Yoshida/Honoka Miura                                | Odakyu Yacht Club                             | Japón          |